# André Binette
Pour les articles homonymes, voir Binette.
André Binette (né le 2 décembre 1933 à Montréal, Québec, Canada – mort le 16 août 2004 à Saint-Donat, Québec, Canada) est un joueur canadien de hockey sur glace. Il évoluait au poste de gardien de but.

## Carrière
Binette joue son hockey junior avec les Reds de Trois-Rivières en 1953-1954.
Le 11 novembre 1954, durant la séance d’entraînement matinale des Canadiens de Montréal, Jacques Plante reçoit le lancer de son coéquipier Bert Olmstead en plein visage. Il est transporté à l’hôpital et l’on constate une fracture du malaire. Un match étant prévu en soirée contre les Black Hawks de Chicago, et le club n’ayant pas de gardien auxiliaire, on demande de l’aide à l’organisation des Royaux de Montréal. André Binette, qui est lui-même gardien auxiliaire des Royaux, arrive donc en renfort. Il accorde quatre buts aux Hawks sur 28 lancers, mais ses coéquipiers en comptent 7 et le jeune homme de 21 ans obtient la victoire. Après la partie, les Canadiens le retournent aux Royaux. Il a joué son unique match dans la Ligue nationale de hockey. Il poursuit tout de même sa carrière dans les ligues mineures et prend sa retraite au printemps de 1958. Il fait un retour au jeu avec un club amateur, les Olympiques de Montréal, lors de la saison 1961-1962. Pendant les séries de la Coupe Allan de 1962, il enregistre 11 victoires et quatre jeux blancs, mais son club perd la finale aux dépens des Smoke Eaters de Trail.
En août 2004, alors qu’il joue au tennis avec son fils, Binette meurt des suites d’un infarctus.

## Statistiques
| Saison     | Équipe                   | Ligue       |    | Saison régulière | Saison régulière | Saison régulière | Saison régulière | Saison régulière | Saison régulière | Saison régulière | Saison régulière | Saison régulière | Saison régulière |    | Séries éliminatoires | Séries éliminatoires | Séries éliminatoires | Séries éliminatoires | Séries éliminatoires | Séries éliminatoires | Séries éliminatoires | Séries éliminatoires | Séries éliminatoires |
| Saison     | Équipe                   | Ligue       | PJ | V                | D                | Pr/N             | Min              | BC               | Moy              | % Arr            | Bl               | Pun              | PJ               | V  | D                    | Min                  | BC                   | Moy                  | % Arr                | Bl                   | Pun                  |                      |                      |
| 1953-1954  | Reds de Trois-Rivières   | LHJQ        | 48 | 24               | 22               | 2                | 2 850            | 180              | 3,79             | 0                | 1                | 0                | 3                |    |                      | 180                  | 22                   | 7,33                 |                      | 0                    |                      |                      |                      |
| 1954-1955  | Canadiens de Montréal    | LNH         | 1  | 1                | 0                | 0                | 60               | 4                | 4                | 0                | 0                | 0                | -                | -  | -                    | -                    | -                    | -                    | -                    | -                    | -                    |                      |                      |
| 1954-1955  | Cataractes de Shawinigan | LHQ         | 4  | 2                | 2                | 0                | 240              | 16               | 4                | 0                | 0                | 0                | 1                | 0  | 1                    | 60                   | 4                    | 4                    |                      | 0                    |                      |                      |                      |
| 1955-1956  | Colts de Cornwall        | EOHL        | 2  | 0                | 2                | 0                | 120              | 16               | 8                | 0                | 0                |                  | -                | -  | -                    | -                    | -                    | -                    | -                    | -                    | -                    |                      |                      |
| 1956-1957  | Bruins de Troy           | LIH         | 20 |                  |                  |                  | 1 200            | 75               | 3,75             | 0                | 1                | 20               | -                | -  | -                    | -                    | -                    | -                    | -                    | -                    | -                    |                      |                      |
| 1956-1957  | Comets de Clinton        | EHL         | 38 |                  |                  |                  | 2 280            | 181              | 4,76             | 0                | 0                | 0                | -                | -  | -                    | -                    | -                    | -                    | -                    | -                    | -                    |                      |                      |
| 1957-1958  | Maroons de Chatham       | NOHA        | 1  | 1                | 0                | 0                | 60               | 2                | 2                | 0                | 0                |                  | -                | -  | -                    | -                    | -                    | -                    | -                    | -                    | -                    |                      |                      |
| 1957-1958  | Mercurys de Toledo       | LIH         | 46 |                  |                  |                  | 2 740            | 174              | 3,81             | 0                | 3                | 4                | -                | -  | -                    | -                    | -                    | -                    | -                    | -                    | -                    |                      |                      |
| 1961-1962  | Olympics de Montréal     | QEPHL       | 3  | 2                | 1                | 0                | 180              | 12               | 4                | 0                | 0                |                  | 13               | 8  | 5                    | 780                  | 33                   | 2,54                 |                      | 2                    |                      |                      |                      |
| 1962       | Olympics de Montréal     | Coupe Allan | -  | -                | -                | -                | -                | -                | -                | -                | -                | -                | 16               | 11 | 5                    | 971                  | 42                   | 2,6                  |                      | 4                    |                      |                      |                      |
| Totaux LNH | Totaux LNH               | Totaux LNH  | 1  | 1                | 0                | 0                | 60               | 4                | 4                | 0                | 0                | 0                | -                | -  | -                    | -                    | -                    | -                    | -                    | -                    | -                    |                      |                      |